# Tetraneura changaica
Tetraneura changaica är en insektsart. Tetraneura changaica ingår i släktet Tetraneura och familjen långrörsbladlöss. Inga underarter finns listade i Catalogue of Life.